# Romualdo II di Benevento
Romualdo II detto il Giovane (... – 731) è stato un duca longobardo, duca di Benevento dal 706 al 731.

## Biografia
Figlio di Gisulfo I e di Winiperga, apparteneva alla stirpe dei Gausi. Fu duca di Benevento dalla morte del padre, nel 706 (o 707), fino alla morte, nel 731. Secondo Paolo Diacono, Gisulfo regnò 17 anni e attribuisce a Romualdo un regno di 26 anni; di conseguenza, la sua morte cade o nel 731 (o 732; nel 724 se invece si assume il 698 come data della morte di Gisulfo e quindi di inizio del regno di Romualdo).
Romualdo, durante il suo lungo regno, entrò in conflitto sia con il ducato di Spoleto che con il ducato di Napoli. La lotta contro quest'ultimo lo fece entrare anche in contrasto con il Papato. Si impadronì del castello di Cuma prendendolo a Giovanni I di Napoli nel 716 e ignorò gli appelli di papa Gregorio II e le offerte di compensazione per la restituzione della città. Nel 717 il papa finanziò una spedizione di Giovanni di Napoli, che sconfisse decisamente l'esercito del suo gastaldo e cacciò i suoi uomini da Cuma.
Romualdo si sposò due volte: la prima con Gumperga (o Guntberga), figlia di Aurona, che era la sorella del re d'Italia Liutprando, e la seconda con Ranigunda, figlia del duca di Brescia Gaidualdo. Gli succedette il figlio avuto da Gumperga, Gisulfo II, ma era un minore e fu spodestato dall'usurpatore Audelais, anche se la vita gli fu risparmiata.